# 36 Herculis
36 Herculis är en blåvit stjärna i huvudserien i Herkules stjärnbild.
Stjärnan har visuell magnitud +6,93 och kräver fältkikare för att kunna observeras. Den befinner sig på ett avstånd av ungefär 305 ljusår.